# St. Donatus
St. Donatus es una ciudad ubicada en el condado de Jackson en el estado estadounidense de Iowa. En el Censo de 2010 tenía una población de 135 habitantes y una densidad poblacional de 140,5 personas por km².

## Geografía
St. Donatus se encuentra ubicada en las coordenadas 42°21′44″N 90°32′31″O / 42.36222, -90.54194. Según la Oficina del Censo de los Estados Unidos, St. Donatus tiene una superficie total de 0.96 km², de la cual 0.96 km² corresponden a tierra firme y (0%) 0 km² es agua.

## Demografía
Según el censo de 2010, había 135 personas residiendo en St. Donatus. La densidad de población era de 140,5 hab./km². De los 135 habitantes, St. Donatus estaba compuesto por el 97.04% blancos, el 0% eran afroamericanos, el 0% eran amerindios, el 0% eran asiáticos, el 0% eran isleños del Pacífico, el 2.22% eran de otras razas y el 0.74% pertenecían a dos o más razas. Del total de la población el 2.96% eran hispanos o latinos de cualquier raza.